# Lichtenbergplatz

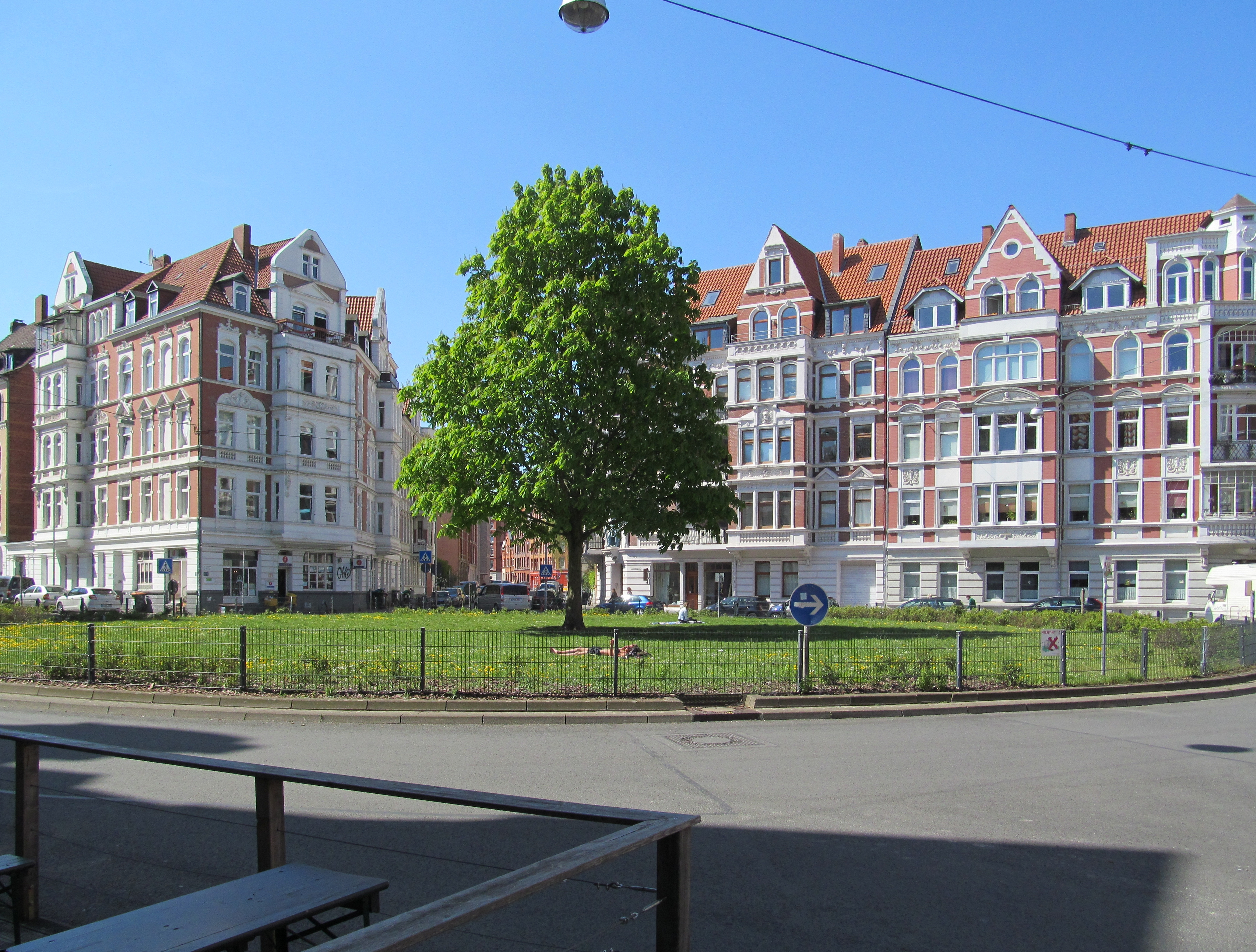
Lichtenbergplatz

Der Lichtenbergplatz  in Hannover ist ein Platz im Stadtteil Linden-Mitte, der zum Stadtbezirk Linden-Limmer gehört.

## Beschreibung
Auf den kreisrunden mit Gras bewachsenen Platz führen sternförmig sechs Straßen zu, die um den Platz einen Kreisverkehr bilden. Blickfang ist ein im Mittelpunkt stehender Rosskastanienbaum. Die Anlage des Platzes beruht auf einem 1889 aufgestellten Fluchtlinienplan mit einem von einem Mittelplatz ausgehenden Straßenstern.
Nachdem der Platz 1894 angelegt war, wurde er als Wittekindplatz benannt. Der Name sollte wahrscheinlich an den Grafen Wittekind I. von Schwalenberg erinnern, der in den Jahren zwischen 1115 und 1119 als Gerichtsherr in Linden genannt wird und auf den die erste urkundliche Erwähnung des Ortes zurückgeht.

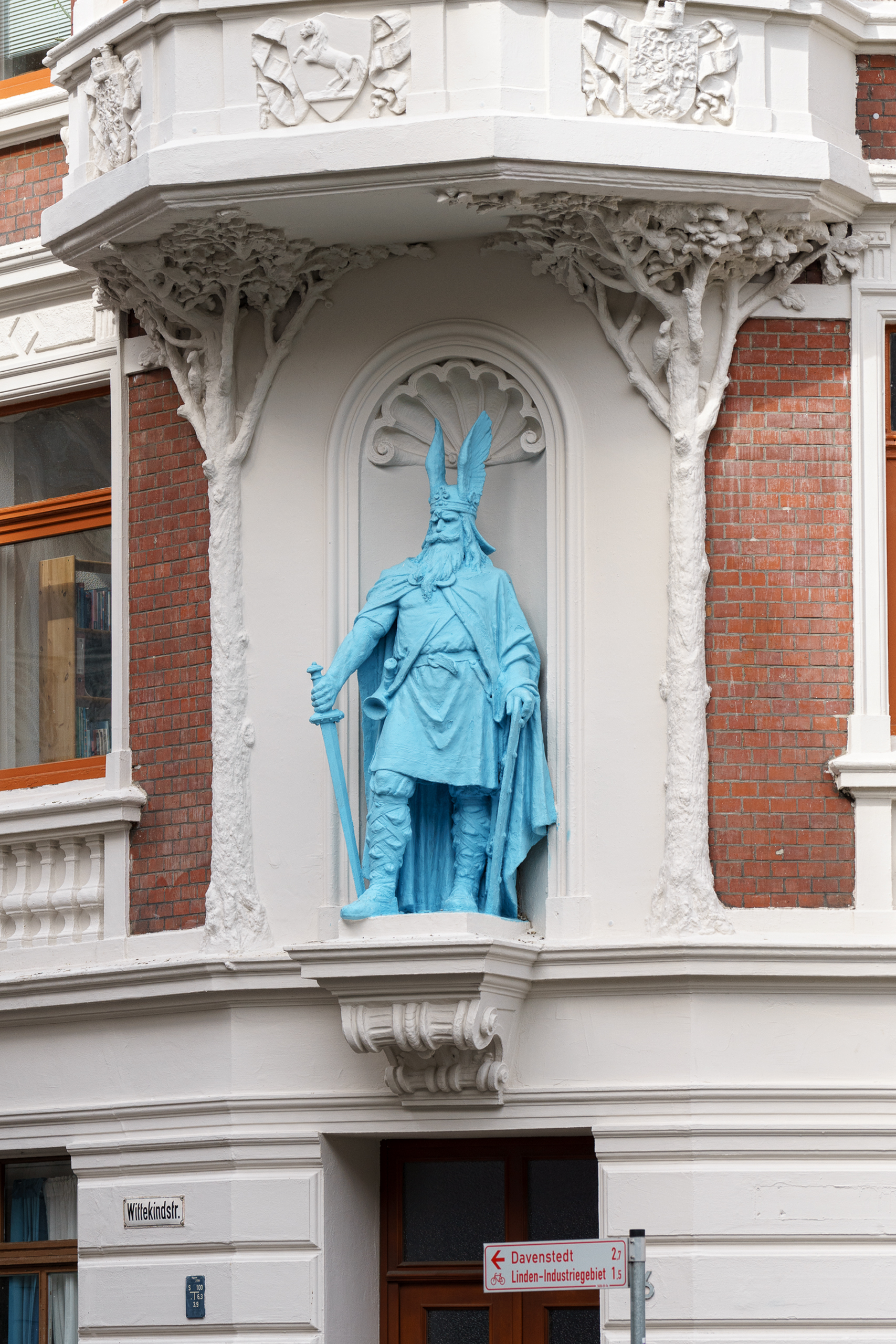
Widukind-Statue an der Ecke zur Wittekindstraße

Am Gebäude Lichtenbergplatz 6, das an der Ecke zur Wittekindstraße steht und von der Bebauung Anfang des 20. Jahrhunderts stammt, befindet sich eine Skulptur des sächsischen Herzogs Widukind.
1910 wurde der Platz zur Erinnerung an Georg Lichtenberg als erster Bürgermeister der damals selbstständigen Stadt Linden in Lichtenbergplatz umbenannt. Bei der Bebauung waren repräsentative Wohn- und Geschäftsgebäude vorgeschrieben. Gefordert waren bürgerliche und herrschaftliche Etagenwohnungen. Die Bauten waren nicht für die Arbeiterbevölkerung der Industriestadt Linden vorgesehen, sondern sollten mittelständisches Bürgertum beispielsweise aus Hannover anziehen.